# Alteramenelikia jordani
Alteramenelikia jordani är en fjärilsart som beskrevs av Alberti 1954. Alteramenelikia jordani ingår i släktet Alteramenelikia och familjen bastardsvärmare. Inga underarter finns listade i Catalogue of Life.